# Kastell Rheingönheim
Das Kastell Rheingönheim war ein frührömisches Auxiliarlager der älteren Rheinlinie. Das ehemalige Militärlager liegt als Bodendenkmal auf dem Gebiet von Rheingönheim, einem Stadtteil der kreisfreien Stadt Ludwigshafen am Rhein in Rheinland-Pfalz.

## Lage
Das Kastell Rheingönheim gehörte zu einer Kette von Kastellen, die in claudischer Zeit zwischen Vindonissa (Windisch in der Schweiz) und Mogontiacum (Mainz) entlang des Rhenus (Rhein) entstanden, um die damalige nördliche Grenze des Imperiums abzusichern. Rheingönheim lag innerhalb dieser Linie an einer verkehrsgeographisch und strategisch günstigen Position des Heeresbezirks Germania superior. Rund fünf Kilometer östlich des Lagers verlief die „Rheinuferstraße“ zwischen Borbetomagus (Worms) und Noviomagus Nemetum (Speyer). Es galt wohl den Rhein selbst, den Flussübergang bei Altrip sowie die damals auf der gegenüber liegenden Rheinseite befindliche Mündung des Nicer (Neckar) zu sichern.
Heute liegen die nicht sichtbaren Reste des einstigen Lagers im Gewann „Sommerfeld“, einer kleinen Bodenwelle an der südlichen Stadtgrenze von Ludwigshafen. Noch vor dem Ersten Weltkrieg fielen der westliche Kastellbereich, Teile eines dazugehörigen Lagerdorfs (canabae) und ein sich hinter dem westlichen Siedlungsteil anschließendes Gräberfeld dem Sandabbau zum Opfer. Im Süden und Osten ist der Kastellbereich durch jeweils eine Straße gestört. Sichtbare Baustrukturen sind keine erhalten geblieben. Der restliche Kastellbereich und Teile der Außensiedlung liegen unter intensivlandwirtschaftlich genutzten Ackerflächen.

## Forschungsgeschichte
Spätestens Ende des 19. Jahrhunderts gaben Funde Hinweis auf eine römische Besiedlung bei Rheingönheim. Im Jahr 1872 wurden bei Hafenarbeiten in der Nähe von Ludwigshafen eine bronzene Porträtbüste sowie 1886 bei der Anlage einer Vorratsgrube eine Grablage mit Beigaben gefunden. Weiterführende archäologische Untersuchungen wurden jedoch nicht durchgeführt.
Zu Beginn des 20. Jahrhunderts begann man auf dem Areal mit dem Sandabbau. Erst im Jahr 1912, dem Bagger war bereits ein Großteil des westlichen Kastellbereichs zum Opfer gefallen, wurden endlich Funde gemeldet, die auf Drängen Emil Ritterlings, des damaligen Direktors der Römisch-Germanischen Kommission des Deutschen Archäologischen Instituts in Frankfurt am Main, zu einer sofortigen Notgrabung führten. Diese erste Grabungskampagne wurde durch den Historischen Verein der Pfalz durchgeführt und von Walter Barthel und Friedrich Sprater geleitet, wobei zwischen 1912 und 1914 im Bereich des Erdlagers und zwischen 1913 und 1914 im Bereich des Gräberfeldes gegraben wurde. Wegen mangelhafter Dokumentation ist über die Ergebnisse der damaligen Grabungen nur wenig bekannt. Bei der Gräberfeldgrabung konnten jedoch aus den rund 400 Gräbern zahlreiche Gegenstände geborgen werden, die zur Datierung der Besetzung des Lagers, der späteren Mansio (?) und der zivilen Siedlung herangezogen wurden. Zugleich brachten diese Grabungen 1913 den erstmaligen gesicherten Nachweis für ein frührömisches Kastell in der Pfalz.
Zwischen 1961 und 1962 fand eine zweite Grabungskampagne unter Otto Roller vom Historischen Museum der Pfalz in Speyer statt. Ziel dieser Kampagnen war es, im Bereich des Kastells durch weitere Sondierungsgrabungen nähere Informationen über die Struktur des Lagers zu erhalten.
Später wurde die Region periodisch durch die Luftbildarchäologie beflogen. 1985 konnte Rolf Gensheimer bei einem dieser Prospektionsflüge Bewuchsmerkmale bisher unbekannter Strukturen feststellten. Geländebegehungen von Andreas Steiner aus Rheingönheim, Vorsitzender des Fördervereins Archäologiepark Rheingönheim, seit Mitte der 1980er Jahre haben weitere Informationen zum Umfeld des Kastells ergeben. Weiterhin wurden durch ehrenamtliche Luftbildarchäologen für die Generaldirektion Kulturelles Erbe Rheinland-Pfalz in Speyer neue unbekannte Strukturen, wie z. B. ein forumartiger Bau, Spitzgraben einer älteren Anlage in der Flur „Am Mühlbach“ und ein vicus in der Flur „Gumpenloch“ (Gemarkung Neuhofen), gesichtet. Ein archäologischer Befund konnte zum Teil bei Grabungskampagnen anlässlich des Baus des Giulini-Deich entlang des angrenzenden Rheins zwischen 2008 und 2010 erbracht werden.

## Geschichte des Kastells
Im Bereich des Kastells wurden zahlreiche Funde von Kelten und Germanen gemacht. Ob diese dort siedelten, ist unklar. Wie aus Quellen bekannt, wurde um 10 v. Chr. unter Drusus in der Region ein Kastell errichtet. Bis 35 n. Chr. wurden zwei weitere Kastelle errichtet. Funde belegen, dass das Kastell und die Außensiedlung (vicus) in der Regierungszeit des Kaisers Claudius (41–54 n. Chr.) um 43 n. Chr. gebaut, im Jahr 70 n. Chr. zerstört und anschließend wieder aufgebaut wurde. Nach der Eroberung der rechtsrheinischen Seite verlor Rheingönheim zunehmend an militärischer Bedeutung und wurde schließlich um das Jahr 74 n. Chr. endgültig aufgegeben. Im Umfeld des Kastells wurden Hinweise auf eine mit rund 11 ha deutlich größere Vorgängeranlage gefunden.

## Befund und Interpretation
Das in Holz-Erde-Bauweise errichtete Lager diente der Unterbringung von Auxiliartruppen (Hilfstruppen der römischen Legionen). Seine rechteckige Form lässt sich an der Ostfront auf 187 Meter, an der Südfront auf 110 Meter und an der Nordfront auf 160 Meter nachweisbar. Laut einem Grabungsbericht von 1912 ist die Südwestecke in einer Entfernung von 250 Meter von der Nordostecke gefunden worden, was heute nicht mehr überprüft werden kann, insbesondere da Vorgänger- und Nachfolgerbauten bekannt sind, mit teilweise erheblich größerer Fläche, wobei von einer Fläche von rund 4,67 Hektar auszugehen ist.
Das Kastell war von einem 6 bis 8 Meter breiten und 3 bis 3,5 Meter tiefen Spitzgraben umgeben, hinter dem eine als Holzkastenwerk angelegte Schutzmauer stand, deren Höhe auf 3 bis 3,50 Meter geschätzt wird. Die Mauer konnte an mindestens vier Toren passiert werden, wovon jedoch nur eines archäologisch erforscht wurde. Dieses im Osten gelegene Haupttor (Porta Praetoria) bestand aus einem 12 Meter breiten und 6 Meter tiefen Torbau mit zwei Türmen, davor befand sich eine Erdbrücke. Im Luftbild konnten dazu je ein Tor im Norden und Süden ausgemacht werden.
Über die Innenbebauung des Kastells ist wenig bekannt. Seitlich der das Kastell geradlinig durchquerenden Hauptstraßen wurden Abfallgruben nachgewiesen, südlich der Kreuzung der zwei Hauptstraßen befanden sich 40 m lange Befunde, die als Werkstätten (fabricae) interpretiert wurden. Im Südwesten werden Baracken vermutet.

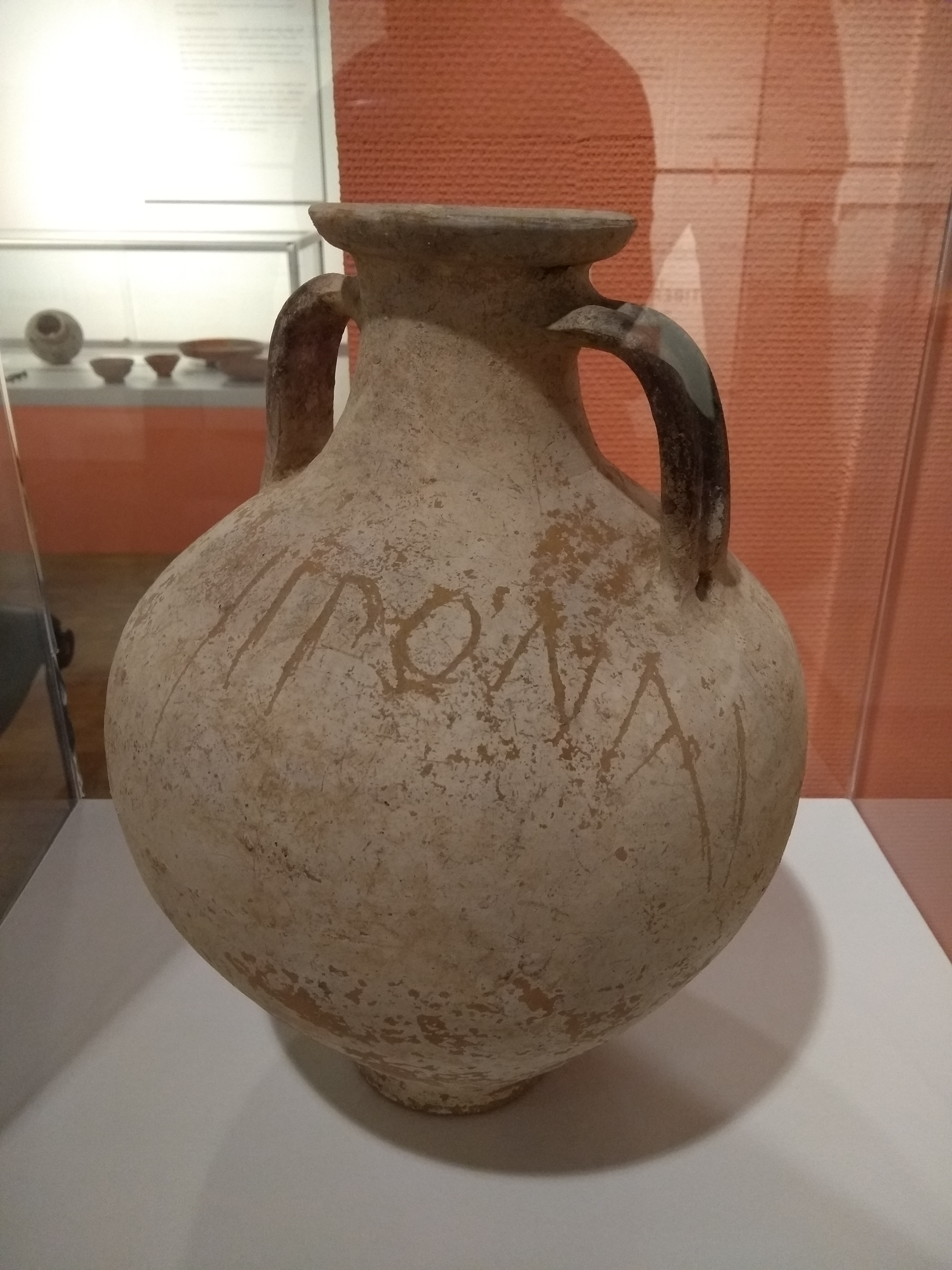
In Rheingönheim gefundenes römerzeitliches Keramikgefäß mit Ritzinschrift, der zufolge es der gallorömischen Göttin Epona geweiht wurde

## Außensiedlung
Im Umfeld des Kastells entstand ein Lagerdorf in Fachwerkbauweise, das vor allem Arbeitern und Sklaven sowie Armeeangehörigen als Heimat diente, respektive Zivilsiedlung (vicus). Zivile Bebauung ist vor allem seitlich der Straßen außerhalb des Kastells nachweisbar. Im Südosten konnte auch ein Militärbad ausgegraben werden. Hinter dem westlichen Siedlungsteil fand sich ein Gräberfeld mit 400 Bestattungen.

## Denkmalschutz
Das Kastell Rheingönheim, sein Vicus und die Gräberfelder sind als eingetragene Bodendenkmale der Stadt Ludwigshafen und als Kulturdenkmale im Sinne des Denkmalschutzgesetzes des Landes Rheinland-Pfalz (DSchG) unter besonderen Schutz gestellt. Nachforschungen und gezieltes Sammeln von Funden sind genehmigungspflichtig, Zufallsfunde an die Denkmalbehörden zu melden.
Zum Schutz der römischen Militärlager und Gestaltung eines Archäologieparks hat sich der Förderverein Archäologiepark Rheingönheim e. V. gegründet.